# José Peraza
Pour les articles homonymes, voir Peraza et Polo (homonymie).
José Francisco Peraza Polo (né le 30 avril 1994 à Barinas au Venezuela) est un joueur de deuxième but et d'arrêt-court des Mets de New York de la Ligue majeure de baseball.

## Carrière

### Ligues mineures
José Peraza signe son premier contrat professionnel en 2010 avec les Braves d'Atlanta. Il commence sa carrière professionnelle dans les ligues mineures en 2011 avec un club affilié aux Braves dans la Ligue d'été de République dominicaine, puis poursuit sa progression l'année suivante avec un autre club-école, cette fois aux États-Unis. À l'origine un joueur d'arrêt-court, il évolue régulièrement à cette positions dans les rangs mineurs, mais les Braves comptant déjà sur un brillant arrêt-court défensif en Andrelton Simmons, le club fait jouer Peraza au deuxième coussin à partir de la saison 2014. 
La vitesse de Peraza lui permet de récolter sa part de coups sûrs à l'avant-champ et le sert bien autour des buts, puisqu'il réussit 64 buts volés pour les Braves de Rome au niveau A des ligues mineures en 2013, puis 60 au total pour les Hillcats de Lynchburg (A+) et les Braves du Mississippi (AA) en 2014.
Au début de 2015, Baseball America inclut pour la première fois Peraza sur sa liste annuelle des 100 meilleurs joueurs d'avenir, où il occupe le 54e rang. MLB.com a de lui une opinion encore plus haute, le classant au même moment en 38e position d'un palmarès similaire. Dans les deux cas,, Peraza est considéré comme le joueur le plus prometteur de l'organisation des Braves, dont la somme des talents en ligues mineures ne classe la franchise qu'en 29e place sur 30 clubs des majeures en novembre 2014.
Le jeune Peraza, qui célèbre son 21e anniversaire de naissance en 2015, attise en cours d'année la convoitise des Yankees de New York, notamment, mais ce sont finalement les Dodgers de Los Angeles qui convaincront les Braves d'Atlanta de leur transférer les droits sur le joueur, et ce, à la faveur d'un échange impliquant 8 joueurs. Le 30 juillet 2015, les Dodgers transfèrent le deuxième but Héctor Olivera, le releveur gaucher Paco Rodriguez et le lanceur droitier Zachary Bird aux Braves, en retour de Peraza, du lanceur gaucher Alex Wood, du lanceur droitier Bronson Arroyo, du releveur droitier Jim Johnson et du releveur gaucher Luis Avilán. 

### Dodgers de Los Angeles
José Peraza fait ses débuts dans le baseball majeur comme joueur de deuxième but des Dodgers de Los Angeles le 10 août 2015 face aux Nationals de Washington. Son premier coup sûr dans les majeures est réussi dans ce match et il s'agit d'un triple aux dépens du lanceur Gio Gonzalez.

### Reds de Cincinnati
Peraza passe des Dodgers aux Reds de Cincinnati le 16 décembre 2015 dans l'échange à 3 clubs impliquant qui permet aux White Sox de Chicago d'acquérir Todd Frazier.